# Lozen (Veliko Tarnovo)
Lozen (Bulgaars: Лозен) is een dorp in het noordoosten van Bulgarije. Het is gelegen in de gemeente Strazjitsa in de oblast Veliko Tarnovo. Het dorp ligt ongeveer 33 km ten oosten van Veliko Tarnovo en 218 km ten oosten van de hoofdstad Sofia.

## Bevolking
In de eerste volkstelling van 1934 registreerde het dorp 2.114 inwoners. Dit aantal nam toe tot een hoogtepunt van 2.149 personen in 1946. Sindsdien neemt het inwonersaantal af. Op 31 december 2019 telde het dorp 299 inwoners.
Van de 399 inwoners reageerden er 391 op de optionele volkstelling van 2011. Van deze 391 respondenten identificeerden 272 personen zichzelf als Bulgaren (69,6%), gevolgd door 57 etnische Bulgaarse Turken (14,6%), terwijl 62 respondenten ondefinieerbaar waren (15,9%).
Van de 1.499 inwoners in februari 2011 werden geteld, waren er 52 jonger dan 15 jaar oud (13%), gevolgd door 199 personen tussen de 15-64 jaar oud (49,9%) en 148 personen van 65 jaar of ouder (37,1%).